# The Woman in White
The Woman in White ist ein Musical frei nach dem gleichnamigen Roman Die Frau in Weiß von Wilkie Collins, der 1860 erschien. Die Musik stammt von Andrew Lloyd Webber, die Gesangstexte von David Zippel und das Buch von Charlotte Jones. Die Uraufführung fand am 15. September 2004 im Palace Theatre in London statt. Die Produktion lief bis zum 25. Februar 2006. Die Broadway-Premiere war am 17. November 2005 im Marquis Theatre. Die Regie für beide Inszenierungen übernahm Trevor Nunn. Die deutschsprachige Erstaufführung des Musicals fand am 8. April 2022 im Stadttheater Gmunden im Rahmen des Musicalfrühlings Gmunden statt. Regie führte Markus Olzinger, Dirigent war Jürgen Goriup. Diese Produktion wurde im Juni 2022 als deutsche Erstaufführung des Musicals auch im Stadttheater Fürth gezeigt.

## Hintergrund
Andrew Lloyd Webber stand, nach seinen beiden letzten eher weniger beachteten Werken, mit The Woman in White wieder in der Gunst von Kritikern und Publikum. Michael Crawford feierte mit diesem Stück sein Comeback im Londoner West End, nachdem er zuvor den Count von Krolock in Dance of the Vampires, der Broadwayfassung von Tanz der Vampire, spielte.

## Handlung
Die Handlung hält sich frei an die Romanvorlage. Der Zeichenlehrer Walter Hartright begegnet auf seinem Weg zu seinen beiden neuen Schülerinnen, den Halbschwestern Marian und Laura, einer mysteriösen Frau. Bei Marian und Laura angekommen, merkt er, dass Laura der mysteriösen Frau sehr ähnlich sieht. Er verliebt sich in Laura. Sie ist jedoch mit der unsympathischen Person der Geschichte, Sir Percival Glyde, verlobt. Dieser zwingt sie mit Gewalt zu Eheverträgen, deren Inhalt Laura nicht kennt. Immer wieder versucht die mysteriöse Frau in das Geschehen einzugreifen. Unter anderem versucht sie, die Hochzeit von Laura und Glyde zu verhindern. Als noch ein gewisser Count Fosco ins Spiel kommt, kommen nach und nach neue Wahrheiten ans Licht.

## Songs
(1) Prologue

1. Akt: (2) I Hope You Like It Here   (3) Perspective   (4) Trying Not to Notice   (5) I Believe My Heart   (6) Lammastide   (7) You See I Am No Ghost   (8) A Gift for Living Well   (9) The Holly and the Ivy   (10) All for Laura   (11) The Document   (12) Finale

2. Akt: (13) If I Could Only Dream This World Away   (14) The Nightmare   (15) Fosco Tells of Laura’s Death/The Funeral/London   (16) Evermore Without You   (17) Lost Souls   (18) If Not For Me For Her (cut song)   (19) You Can Get Away With Anything   (20) The Seduction   (21) Asylum   (22) Back to Limmeridge   (23) Finale